# Jörg Ennuschat
Jörg Ennuschat (* 14. Mai 1965 in Gießen) ist ein deutscher Rechtswissenschaftler.

## Leben
Nach dem Abitur am Gymnasium Hohenlimburg in Hagen leistete Ennuschat 1984/1985 den Grundwehrdienst bei der Luftwaffe in Essen und Unna. Von 1985 bis 1991 studierte er Rechtswissenschaft an der Ruhr-Universität Bochum. 1995 promovierte Ennuschat zum Thema Militärseelsorge. Verfassungs- und beamtenrechtliche Fragen der Kooperation von Staat und Kirche mit „summa cum laude“ zum Doctor iuris und legte 1996 sein Zweites Juristisches Staatsexamen ab. 2003 erhielt er mit seiner Habilitation zum Thema „Infrastrukturgewährleistung durch Privatisierung und Regulierung“ die venia legendi für Öffentliches Recht und Europarecht. 2004 erhielt er einen Ruf an die Universität Bielefeld, 2005 wurde er auf eine Professur an der Universität Konstanz berufen und war seitdem Inhaber eines Lehrstuhls für Öffentliches Recht und Europarecht mit Schwerpunkt Verwaltungsrecht. Zum 15. Oktober 2011 nahm er einen Ruf an die Fernuniversität Hagen auf eine Professur für Verwaltungsrecht, insbesondere Wirtschaftsverwaltungsrecht sowie Allgemeine Staatslehre an. Mittlerweile lehrt Ennuschat an der Ruhr-Universität Bochum. Er war Vorstandsmitglied des Dimitris-Tsatsos-Instituts für Europäische Verfassungswissenschaften an der Fernuniversität in Hagen.
Ennuschat ist verheiratet und hat eine Tochter.

## Forschungstätigkeit
Den Schwerpunkt seiner Forschungstätigkeit bilden das öffentliche Wirtschaftsrecht, das Kommunalwirtschaftsrecht, das Verwaltungsrecht, das Glücksspielrecht, das Bildungsrecht sowie das Staatskirchen- und Kirchenrecht. Ennuschat ist Leiter der Forschungsstelle Bildungsrecht in Europa an der Universität Konstanz, die den Rahmen für die „Konstanzer Kolloquien zum Bildungsrecht“ bildet. Ennuschat ist Mitherausgeber verschiedener Zeitschriften, u. a. der Zeitschrift für Wett- und Glücksspielrecht. Lehrbücher u. a. zum Kommunalrecht in Nordrhein-Westfalen und zum öffentlichen Wirtschaftsrecht sind in Vorbereitung.

## Auszeichnungen
Am 19. November 2004 verlieh die Esche Schümann Commichau Stiftung, Hamburg Ennuschat für seine Habilitationsschrift ihren Förderpreis.

## Schriften
- Militärseelsorge. Verfassungs- und beamtenrechtliche Fragen der Kooperation von Staat und Kirche. Duncker & Humblot, Berlin 1996.
- mit Peter J. Tettinger: Grundstrukturen des deutschen Lotterierechts. Vahlen, München 1999.
- Bahnstrecken für den Hochgeschwindigkeitsverkehr. Aktuelle Rechtsfragen des Eisenbahn- und Immissionsschutzrechts. Nomos, Baden-Baden 2011.
- mit Martin Ibler, Barbara Remmert: Öffentliches Recht in Baden-Württemberg. Kommunalrecht, allgemeines Polizeirecht, öffentliches Baurecht. Eine prüfungsorientierte Darstellung. Beck, München 2014.